# Arachnothera magna
Arachnothera magna е вид птица от семейство Nectariniidae.

## Разпространение
Видът е разпространен в Бангладеш, Бутан, Камбоджа, Китай, Индия, Лаос, Малайзия, Мианмар, Непал, Тайланд и Виетнам.